# Marcus Herford
Marcus Herford (geb. 1984/1985 in Cedar Hill, Texas, USA) ist ein US-amerikanischer American-Football-Trainer. Seit Juli 2025 ist er, wie schon 2022 bis 2024, Cheftrainer der Hildesheim Invaders, die er bereits in die German Football League führte.

## Karriere
Herford war in der High School Quarterback (QB) und galt als einer der 25 besten QB seines Jahrgangs. Er spielte dann als Wide Receiver an der University of Kansas. Er wurde 2007 als Big 12 Special Teams Player of the Year ausgezeichnet.
Herford war in den USA an verschiedenen Colleges als Positionstrainer tätig. Mit dem Team der Valdosta State University gewann er die nationale Meisterschaft der NCAA Division II. Es folgten Positionen als Wide Receiver Coach und Recruiting Coordinator an der Oklahoma Panhandle State University. Danach war er Co-Offensive Coordinator und Special Teams Coordinator am Kentucky Wesleyan College.
Zur Saison 2016 wechselte Herford nach Europa in die German Football League (GFL). Ursprünglich war er als Offensive Coordinator (OC) der Kiel Baltic Hurricanes eingeplant. Nachdem der geplante Head Coach (HC) Dan Disch kurzfristig absagte, übernahm Herford auch dieses Amt. In den Spielzeiten 2016 und 2017 zogen die Hurricanes jeweils ins Halbfinale ein.
Mit den Milano Seamen gewann Herford 2018 und 2019 die Meisterschaft der Italian Football League. Anschließend war er als OC der Galo Belo Horizonte in Brasilien tätig.
In der Saison 2021 war Herford Offensive Coordinator (OC) der Berlin Thunder in der neu gegründeten European League of Football (ELF). Nach der europäischen Saison war er als HC des Club Cruzeiro Esporte in Brasilien tätig.
In der Saison 2022 übernahm Herford die frisch in die GFL2 aufgestiegenen Hildesheim Invaders als Head Coach. Bereits im folgenden Jahr gelang der Aufstieg in die GFL. Dort erreichte das Team als Aufsteiger und stieß bis ins Halbfinale vor. 
Zu Beginn der Saison 2025 übernahm Herford die Helvetic Mercenaries, das Schweizer Franchise der ELF. Nachdem er nach nur sechs Spieltagen wieder entlassen worden war, kehrte Herford noch in derselben Woche zu den Hildesheim Invaders zurück.